# Sphecodes perplexus
Sphecodes perplexus là một loài Hymenoptera trong họ Halictidae. Loài này được Nurse mô tả khoa học năm 1903.